# Geresjaur
Geresjaur är en sjö i Sorsele kommun i Lappland och ingår i Umeälvens huvudavrinningsområde. Sjön har en area på 0,153 kvadratkilometer och ligger 688,1 meter över havet. Geresjaur ligger i Vindelfjällen Natura 2000-område.

## Delavrinningsområde
Geresjaur ingår i det delavrinningsområde (728472-151548) som SMHI kallar för Inloppet i Dulkajaure. Medelhöjden är 769 meter över havet och ytan är 15,67 kvadratkilometer. Det finns inga avrinningsområden uppströms utan avrinningsområdet är högsta punkten. Vattendraget som avvattnar avrinningsområdet har biflödesordning 3, vilket innebär att vattnet flödar genom totalt 3 vattendrag innan det når havet efter 350 kilometer. Avrinningsområdet består mestadels av skog (65 procent) och kalfjäll (30 procent). Avrinningsområdet har 0,3 kvadratkilometer vattenytor vilket ger det en sjöprocent på 1,9 procent.